# William Pilczuk
William Pilczuk –conocido como Bill Pilczuk– (14 de septiembre de 1971) es un deportista estadounidense que compite en natación, especialista en el estilo libre.
Ganó una medalla de oro en el Campeonato Mundial de Natación de 1998 y dos medallas en el Campeonato Pan-Pacífico de Natación, en los años 1997 y 1999.

## Palmarés internacional
| Campeonato Mundial      | Campeonato Mundial | Campeonato Mundial | Campeonato Mundial |
| Año                     | Lugar              | Medalla            | Prueba             |
| ----------------------- | ------------------ | ------------------ | ------------------ |
| 1998                    | Perth (Australia)  | Medalla de oro     | 50 m libre         |
| Campeonato Pan-Pacífico |                    |                    |                    |
| Año                     | Lugar              | Medalla            | Prueba             |
| 1997                    | Fukuoka (Japón)    | Medalla de oro     | 50 m libre         |
| 1999                    | Sídney (Australia) | Medalla de bronce  | 50 m libre         |